# Скотт, Ларри
Ла́рри Ско́тт (англ. Larry Scott; 12 октября 1938, Блэкфут — 8 марта 2014, Айдахо) — американский культурист, первый обладатель титула «Мистер Олимпия» (1965, 1966). После завершения спортивной карьеры проживал в штате Юта.

## Биография

### Ранние годы
Родился в городке Блэкфут, штат Айдахо. В детстве Ларри обладал хрупким телосложением.
В возрасте 16 лет он случайно прочёл журнал о бодибилдинге. Когда Скотт только начинал заниматься бодибилдингом, объём рук составлял всего 28 см. Юноша приступил к активным тренировкам и за короткое время существенно развил свою мускулатуру.

### Карьера культуриста
Вскоре после поступления в колледж юный спортсмен занимает 3-е место на конкурсе «Мистер Лос-Анджелес». Затем он занимает первое место на конкурсе «Мистер Калифорния».
Став профессиональным культуристом, он несколько лет путешествовал по всей Америке, участвуя в многочисленных соревнованиях. Самой волнующей он считает первую победу в конкурсе «Мистер Олимпия» в 1965 году. В 1966 году он повторил свой успех, вновь выиграв этот конкурс.
В историю бодибилдинга Ларри Скотт вошел не только первый мистер Олимпия, но и как первый атлет в истории, накачавший бицепс до объема в 53 см. Помимо этого, два упражнения, выполняемых в тренажерных залах, до сих пор носят его имя.  Первое – сгибания на скамье Скотта для бицепса и жим  Скотта с гантелями для плечевого пояса. Ларри Скотт умер 8 марта 2014 от осложнений, вызванных болезнью Альцгеймера в Солт-Лейк-Сити, штат Юта. Ему было 75 лет.

## Бизнес
Ларри Скотт являлся владельцем компании, специализирующейся на выпуске инвентаря и аксессуаров для фитнеса.